# Paraneulia
Hynhamia là một chi bướm đêm thuộc phân họ Tortricinae của họ Tortricidae.

## Các loài
- Paraneulia cerina Razowski & Becker, 1999
- Paraneulia perampla Razowski & Becker, 1999